# Gunung Matinggi
Gunung Matinggi is een bestuurslaag in het regentschap Padang Lawas van de provincie Noord-Sumatra, Indonesië. Gunung Matinggi telt 162 inwoners (volkstelling 2010).